# Hamiyata

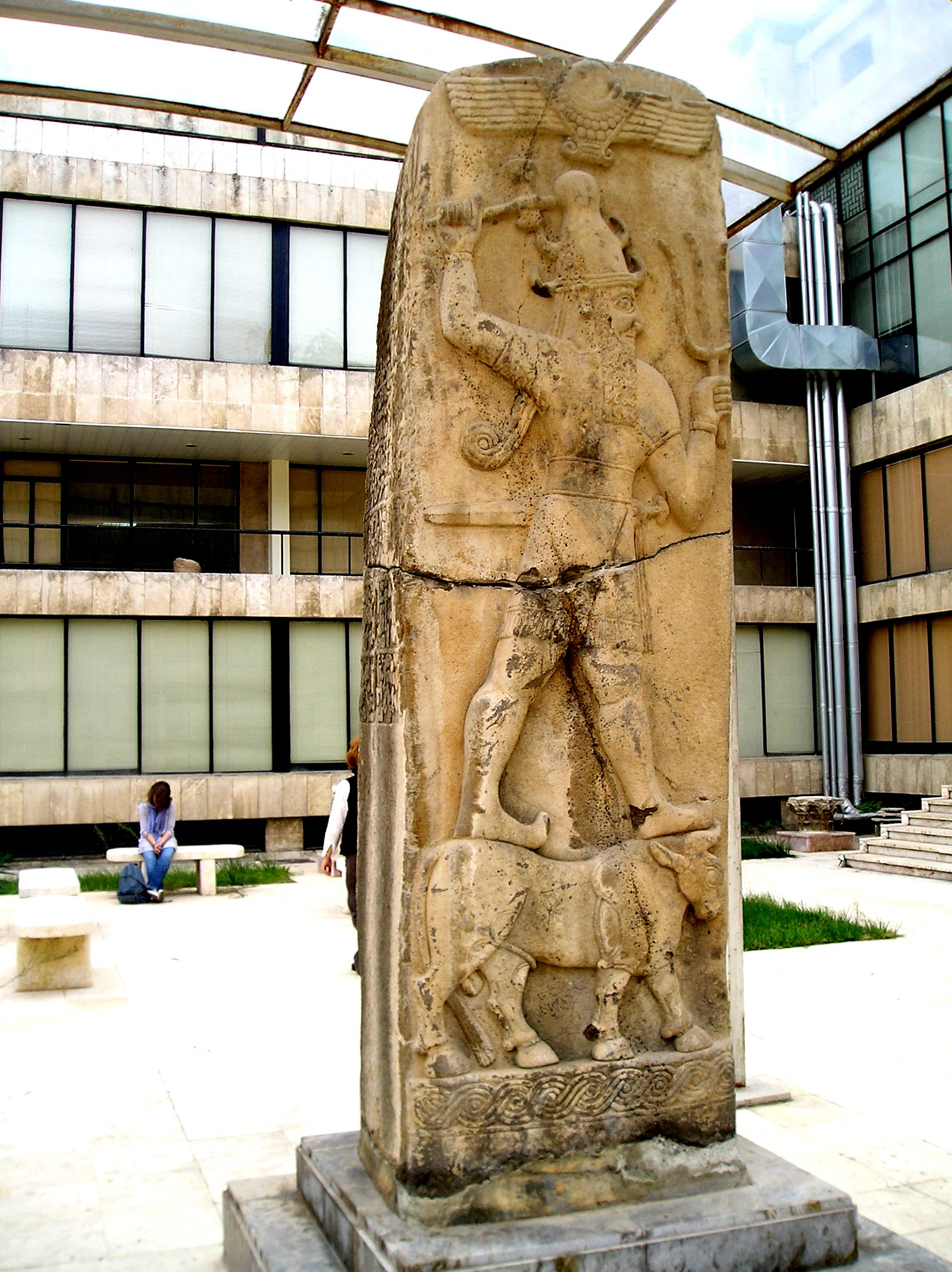
Stele des Hamiyata mit Bild des Tarhunza

Hamiyata war ein König, der im 10. oder frühen 9. Jahrhundert v. Chr. in Til Barsip, auch als Masuwari bekannt, regierte. Er ist von sechs Inschriften bekannt. Til Barsip war ein Kleinstaat, der zu der Gruppe der Neo-hethitischen Staaten gehörte, die nach dem Zusammenbruch des Hethiter-Reiches (nach 1200 v. Chr.) vor allem in Syrien entstanden. In Til Barsip scheinen zwei Dynastien, die sich gegenseitig feindselig gegenüber standen, abwechselnd regiert zu haben. In der Forschung werden sie als Dynastie A und Dynastie B bezeichnet. Hamiyata ist der am besten belegte Herrscher aus Dynastie B und der einzige mit Namen bekannte König dieser Dynastie. Sein namentlich nicht bekannter Vater regiert vor ihm, sein namentlich ebenfalls unbekannter Sohn war sein Nachfolger. Sein Sohn wurde von einem Herrscher der Dynastie A gestürzt.
Hamiyata erscheint in sechs Inschriften in luwischer Sprache, die in der luwischen Hieroglyphenschrift abgefasst sind. Stele, Louvre Museum, Paris, no. AO 11505 ist ein großes auf allen vier Seiten beschriftetes Monument, dessen Text stark zerstört ist, aber vielleicht die Besiedlung von bestimmtem Land zum Thema hat. Eine Stele aus Til Barsip berichtet von der Weihung von Speichern an den Wettergott Tarhunza. Eine Stele aus Aleppo ist eine Widmung von Arpas an seinen Bruder Hamiyata. Eine weitere Stele stammt von einem Sohn von Ariyahina, dessen Name verloren ist. Ariyahina stammt aus Dynastie A und der Text berichtet von üblen Taten von Hamiyatas Sohn, dessen Name auch verloren ist. Die Stele feiert offensichtlich den Sieg des Herrschers über die andere Dynastie.
Eine Inschrift wurde 1999 bei Qubbah am Euphrat gefunden. Diese berichtet von diversen Siegen, die er und sein Vater in Kriegen mit Hilfe des Sturmgottes Tarḫunt gewonnen haben sollen, wahrscheinlich gegen Thronanwärter von Dynastie A. Der Gott ist mit einer Axt und einen Dreizack in den Händen haltend auf einem Bullen stehend dargestellt. Er trägt eine Krone, über ihm befindet sich eine geflügelte Sonnenscheibe. Daneben nennt die Inschrift noch 17 weitere Gottheiten. Die Umstände der Kämpfe und Siege gehen nicht eindeutig aus der Inschrift hervor.